# Paseriforme
Paseriformele sunt păsări din ordinul Passeriformes (din latinescul passer „vrabie” și formis „în formă de”), care include mai mult de jumătate din toate speciile de păsări. Cunoscute uneori sub numele de păsări cocoțate, paseriformele se deosebesc de alte ordine de păsări prin dispunerea degetelor de la picioare (trei îndreptate înainte și unul înapoi), ceea ce facilitează cocoțarea.
Cu peste 140 de familii și aproximativ 6.500 de specii identificate, Passeriformes este cea mai mare cladă de păsări și printre cele mai diverse clade de vertebrate terestre, reprezentând 60% dintre păsări. Paseriformele sunt împărțite în trei clade: Acanthisitti, Tyranni și Passeri (păsări cântătoare). Majoritatea paseriformelor sunt omnivore, însă laniidae sunt carnivore.
Termenul „Passeriformes” provine din denumirea științifică a vrăbiilor de casă, Passer domesticus, și în cele din urmă din termenul latin passer, care se referă la vrăbii și păsări mici similare.

## Descriere
Ordinul este împărțit în trei subordine, Tyranni, Passeri (păsări cântătoare) și Acanthisitti. Păsările cântătoare au cel mai bun control asupra mușchilor siringelui dintre toate păsările, producând o gamă largă de cântece și alte vocalizări, deși unele dintre ele, cum ar fi corbii, nu sună muzical pentru ființele umane. Unele, cum ar fi pasărea liră, sunt imitatori desăvârșiți. Pitulicea din Noua Zeelandă este o pasăre mică limitate la Noua Zeelandă, cel puțin în timpurile moderne; mult timp au fost plasate la Passeri.
Majoritatea paseriformelor sunt mai mici decât membrii tipici ai altor ordine aviare. Cele mai grele sunt corbul cu cioc gros  și rasele mai mari de corb comun, fiecare depășind 1,5 kg și 70 cm. Superba pasăre liră și unele păsări ale paradisului, datorită cozilor foarte lungi sau acoperitoarelor de coadă, sunt în general mai lungi. Cea mai mică este microtyran-ul cu coadă scurtă, de 6,5 cm și 4,2 grame.

## Hrănirea
Cele mai multe paseriforme se hrănesc cu nevertebrate mici sau semințe de plante. Excepție fac unele păsări tropicale ca cele din familia Paradisaeidae sau Pipridae care se hrănesc aproape exclusiv cu fructe. Pe când cele din familia Laniidae sunt carnivore, care pe lângă insecte consumă nevertebrate mici, rozătoare sau șopârle. Păsările din familia Fringillidae (Loxia) se hrănesc aproape exclusiv cu semințe de conifere, pe care le scot cu dibăcie din con. Exemplarele din familia de păsări Cinclidae se scufundă un timp scurt sub apa pâraielor de munte ca să prindă insecte acvatice, fiind singura familie din acest ordin care se poate scufunda. O curiozitate o prezintă paseriformele de pe insulele Galapagos care folosesc ca unealtă o crenguță sau un spin de cactus pentru a scoate insectele ascunse în scoarța copacilor.

## Lista taxonomică a familiilor Passeriformes

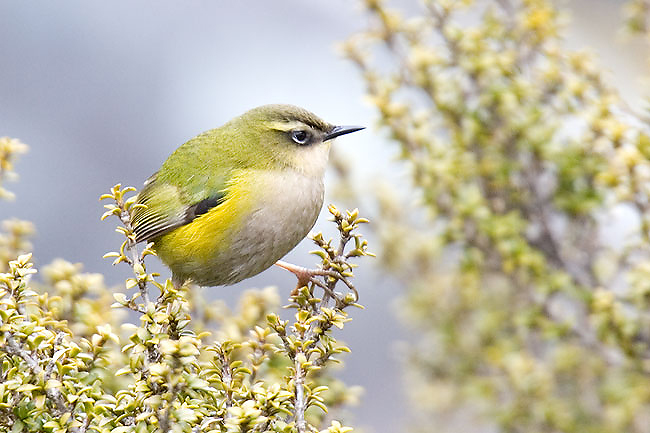
Pitulice din Noua Zeelandă (Xenicus gilviventris), una dintre cele două specii supravieţuitoare ale Acanthisitti

Această listă este în ordine taxonomică, plasând familiile înrudite una lângă alta. Familiile enumerate sunt cele recunoscute de Uniunea Internațională a Ornitologilor (IOC). Ordinea și împărțirea în infraordine, parvordine și superfamilii urmează analizei filogenetice publicate de Carl Oliveros și colegii în 2019. Relațiile dintre familiile din subordinul Tyranni au fost toate bine determinate, dar unele dintre Passeri (cântătoare) au fost neclare din cauza divizării rapide a filiațiilor.

### Subordin Acanthisitti
- Acanthisittidae: sturzii neozeelandezi

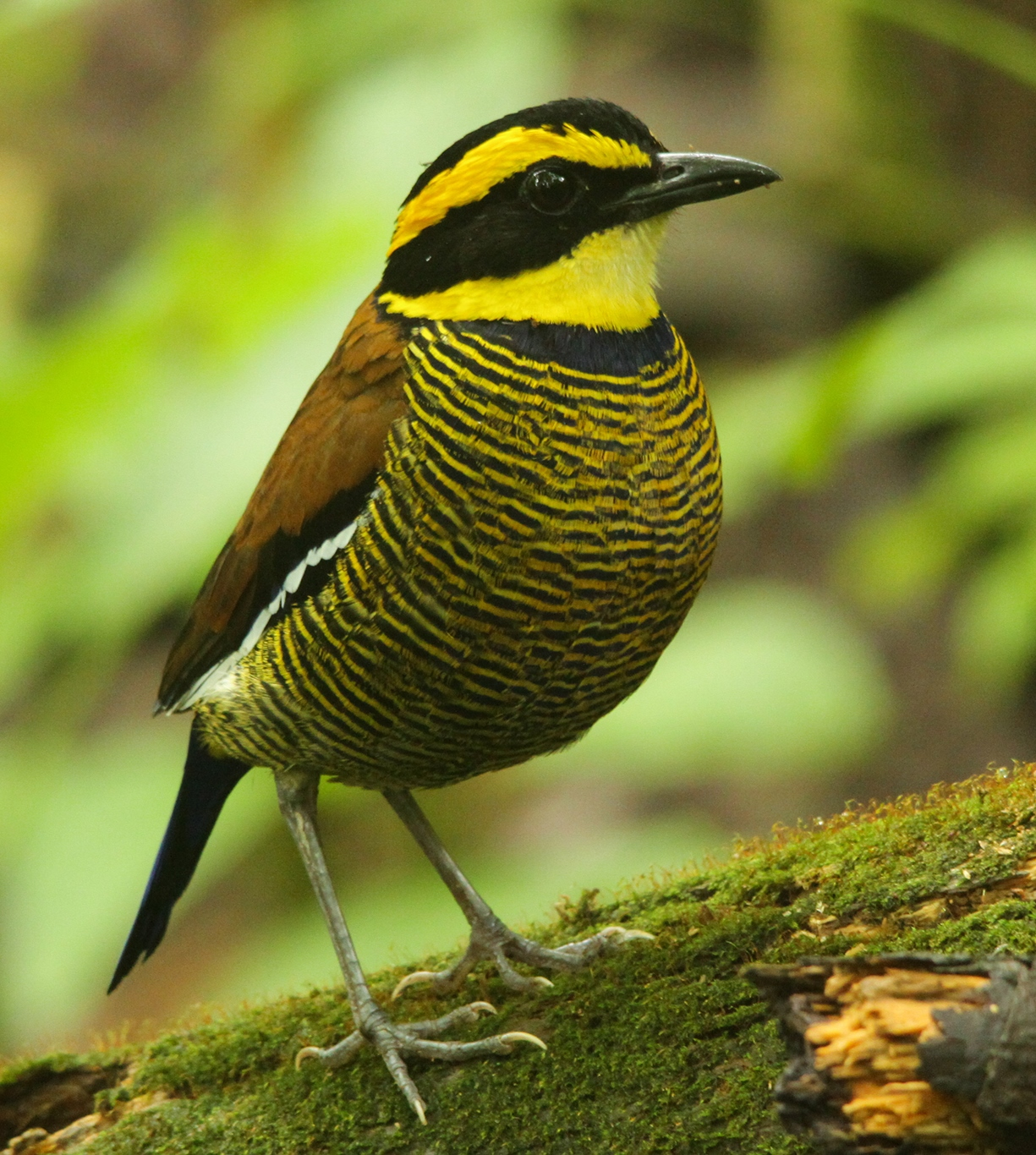
Hydrornis guajanus

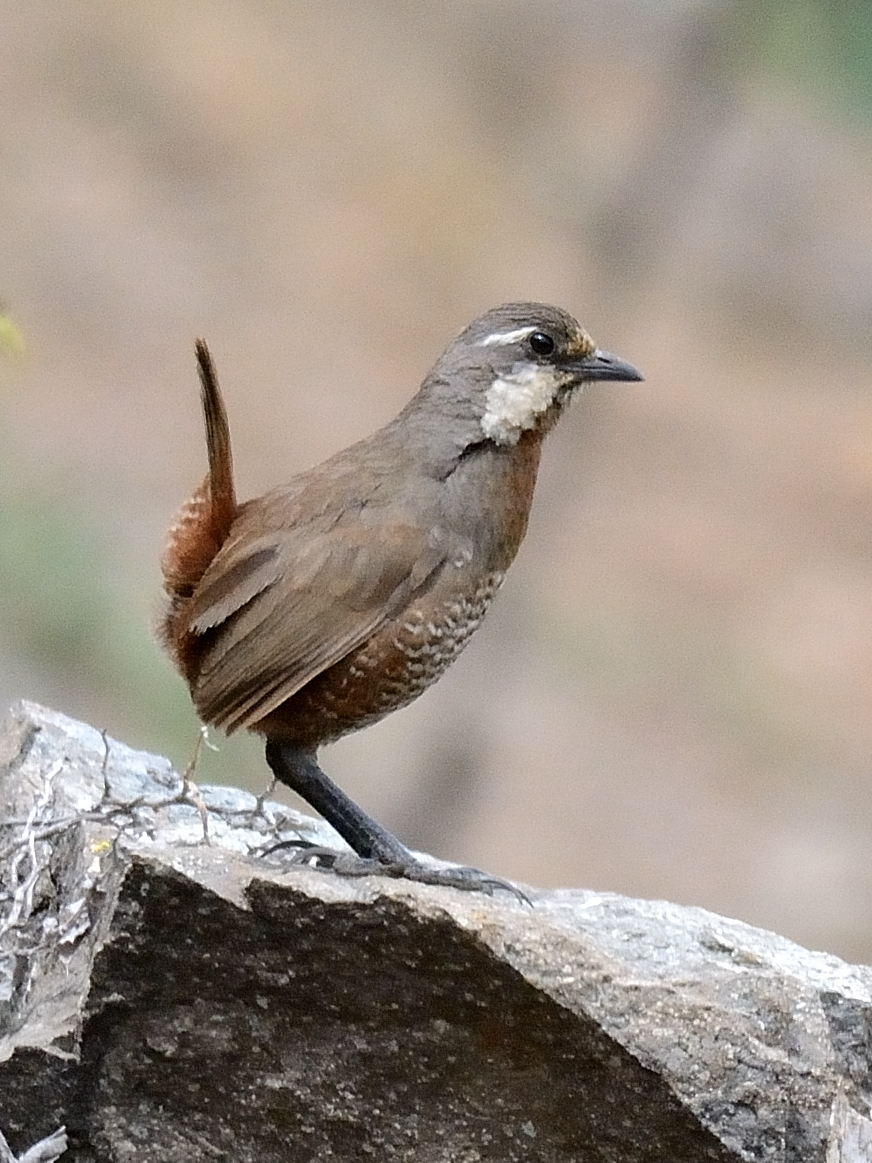
Pteroptochos megapodius

### SubordinTyranni
Infraordin Eurylaimides: 
- - Philepittidae: sturzii madagascarieni
  - Eurylaimidae: păsări cu cioc-lat
  - Calyptomenidae: păsări cu cioc-larg africane
  - Sapayoidae:
  - Pittidae: sturzi multicolori

Infraordin Tyrannides: 

Parvordin Furnariida
- - Melanopareiidae:
  - Conopophagidae: mâncătorii de țânțari
  - Thamnophilidae:
  - Grallariidae:
  - Rhinocryptidae:
  - Formicariidae: păsările-furnicari
  - Furnariidae: păsările olar

Parvordin Tyrannida
- - Pipridae: păsările manachin
  - Cotingidae: păsările împodobite
  - Tityridae:
  - Tyrannidae: păsările tirani, muscari tirani

### SubordinPasseri(păsări cântătoare)

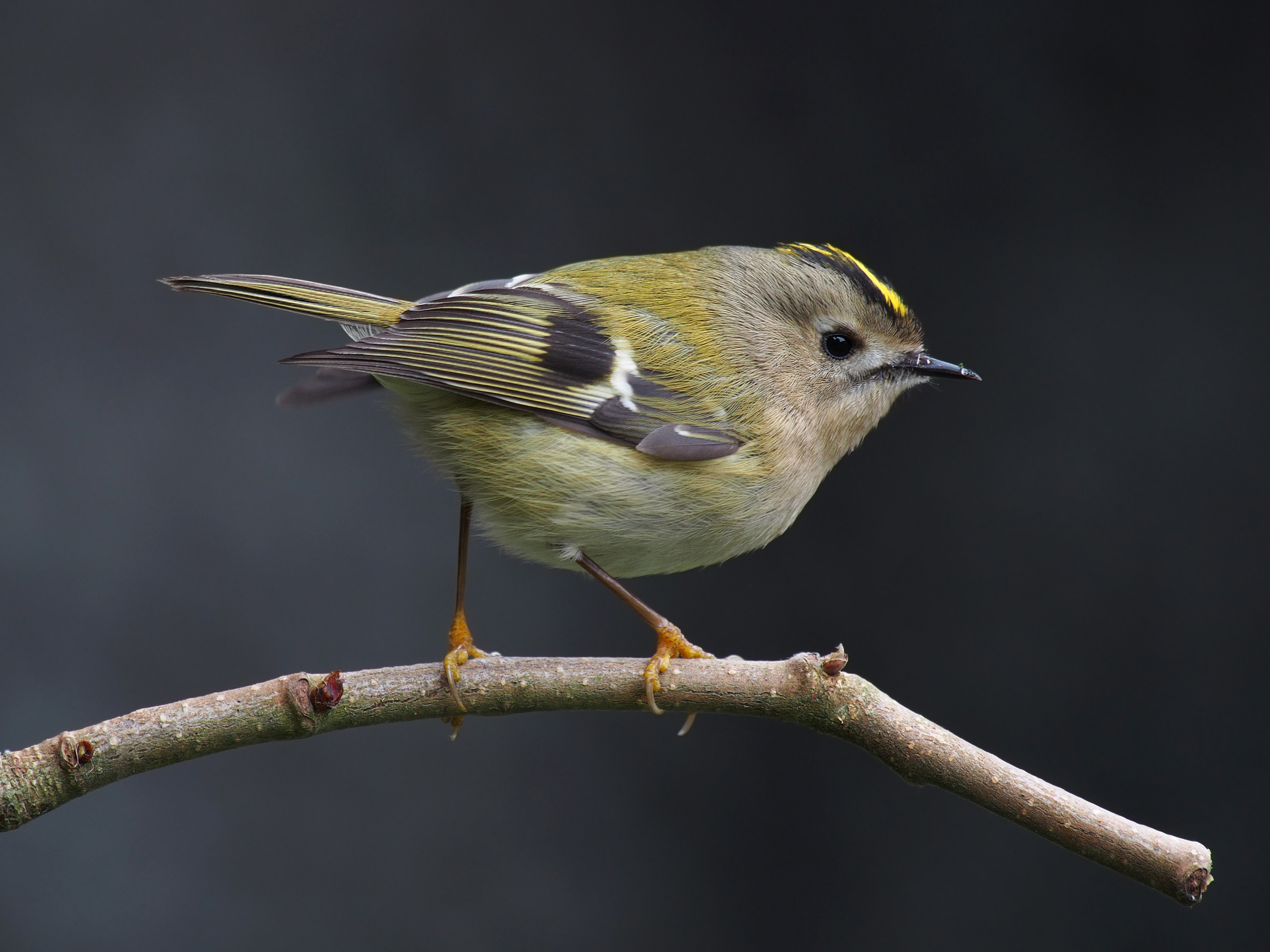
Regulus regulus aparține unei filiații minore, dar foarte distincte, a lui Passeri

- Atrichornithidae:
- Menuridae: păsările liră
- Climacteridae:

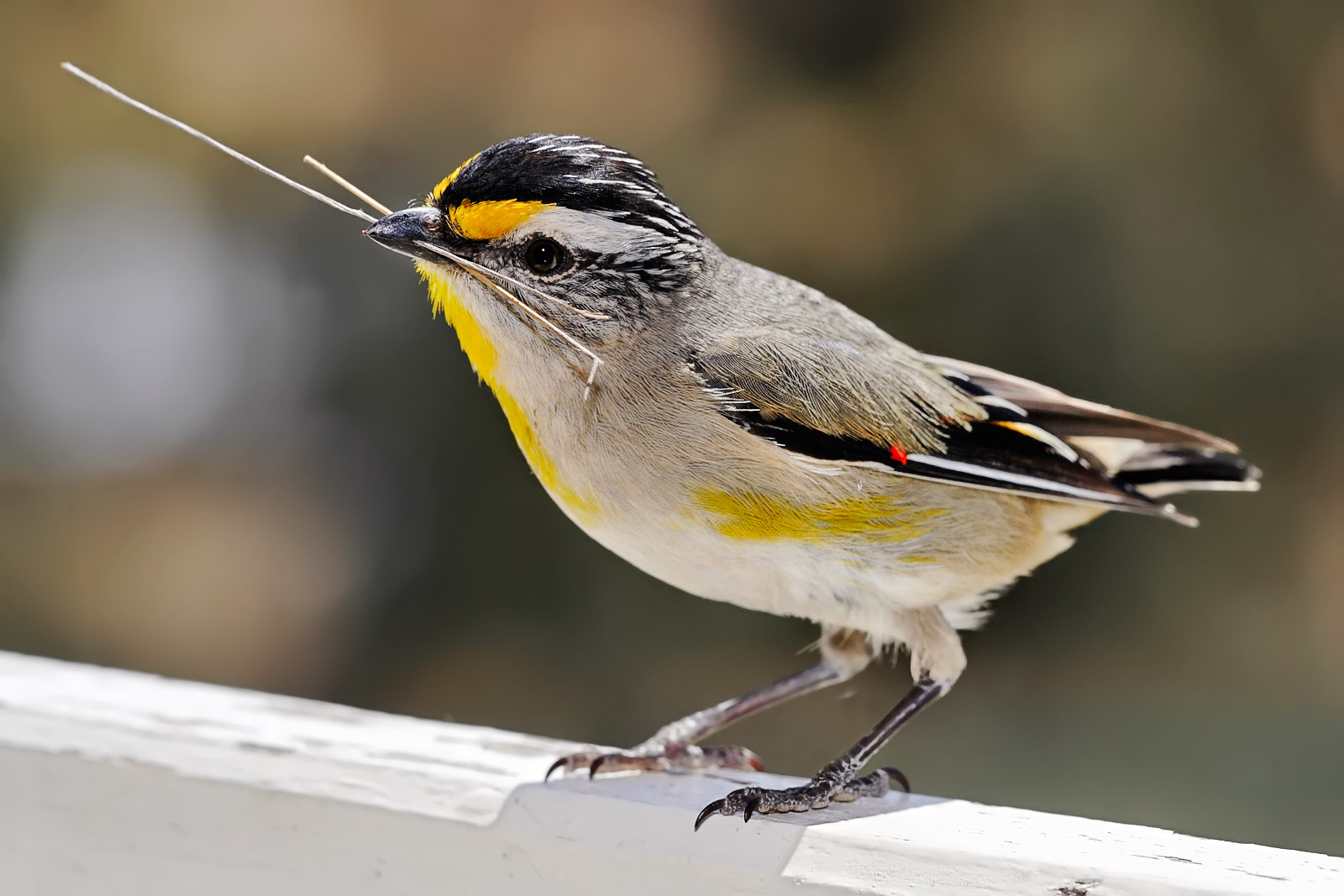
Pardalote cu pete galbene (Pardalotus striatus ornatus)

- Ptilonorhynchidae: păsările grădinar
- Maluridae:
- Dasyornithidae:
- Pardalotidae:
- Acanthizidae:
- Meliphagidae: mâncătoare de miere
- Pomatostomidae:
- Orthonychidae:

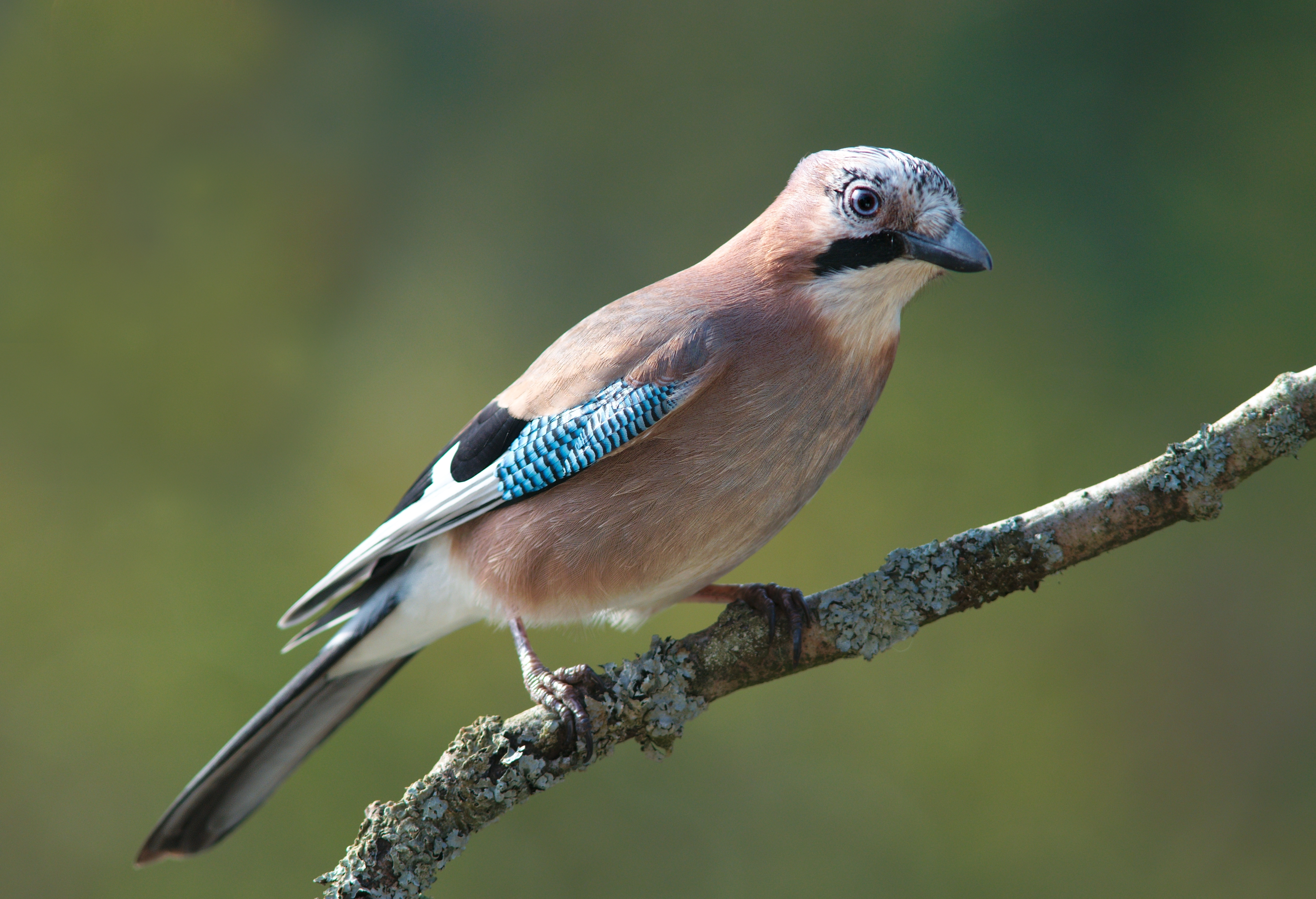
Gaiță (Garrulus glandarius)

- Infraordin Corvides – cunoscut anterior ca parvordinul Corvida[13]

- Cinclosomatidae:
- Campephagidae: omidari
- Mohouidae:
- Neosittidae:

- Superfamilia Orioloidea

- Psophodidae:
- Eulacestomidae:
- Falcunculidae:
- Oreoicidae:
- Paramythiidae:
- Vireonidae: sfrâncioci americani
- Pachycephalidae: fluierători
- Oriolidae: granguri

- Superfamilia Malaconotoidea

- Machaerirhynchidae:
- Artamidae: rândunele de pădure
- Rhagologidae:
- Malaconotidae:
- Pityriaseidae:
- Aegithinidae:
- Platysteiridae:
- Vangidae: sfrâncioci albaștri

- Superfamilia Corvoidea

- Rhipiduridae:
- Dicruridae: drongoși
- Monarchidae:
- Ifritidae:
- Paradisaeidae: pasărea paradisului
- Corcoracidae:
- Melampittidae:
- Laniidae: sfrâncioci
- Platylophidae: gaiță cu creastă
- Corvidae: ciori, corbi

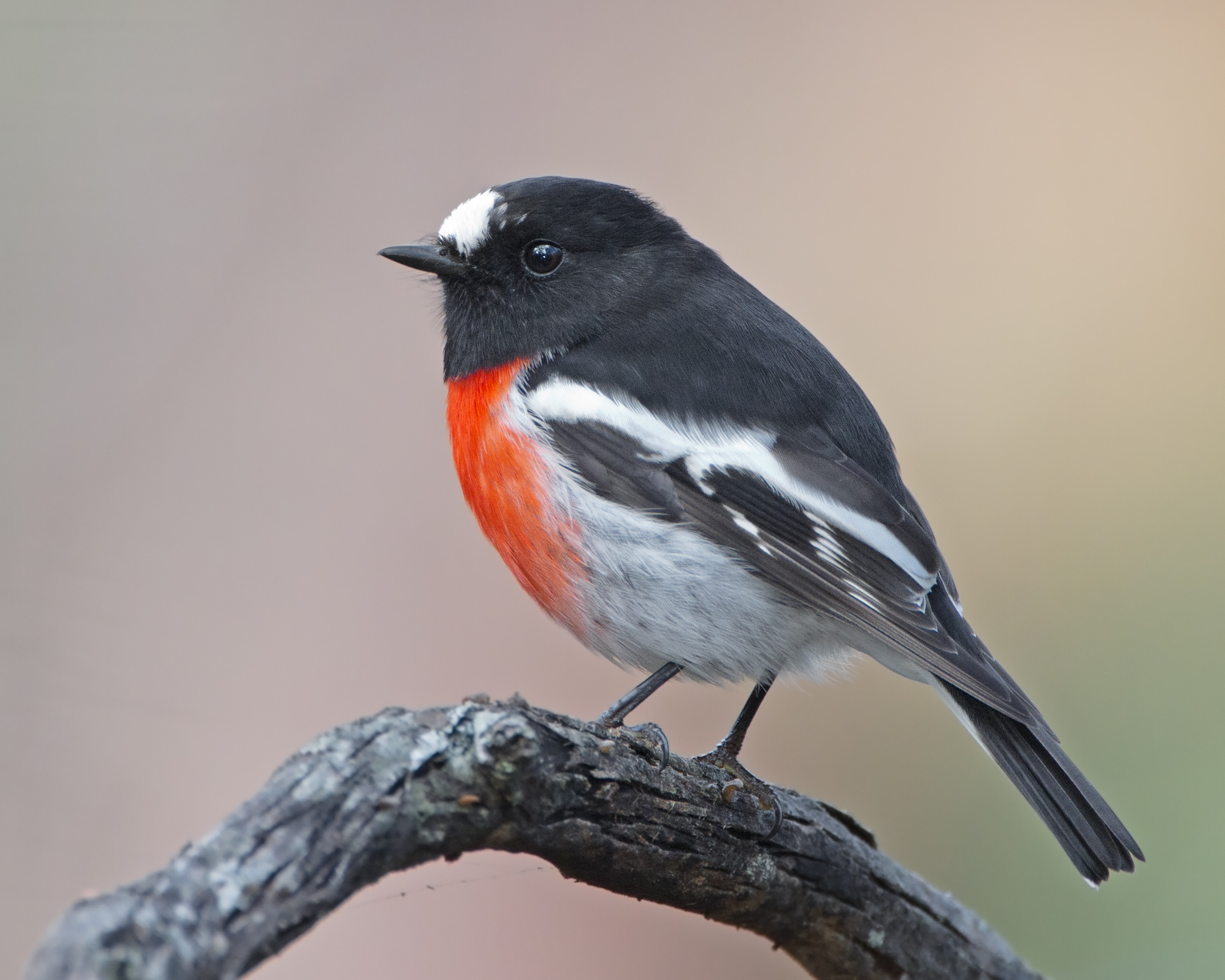
Petroica boodang

- Infraordin Passerides – cunoscut anterior ca parvordinul Passerida[13]

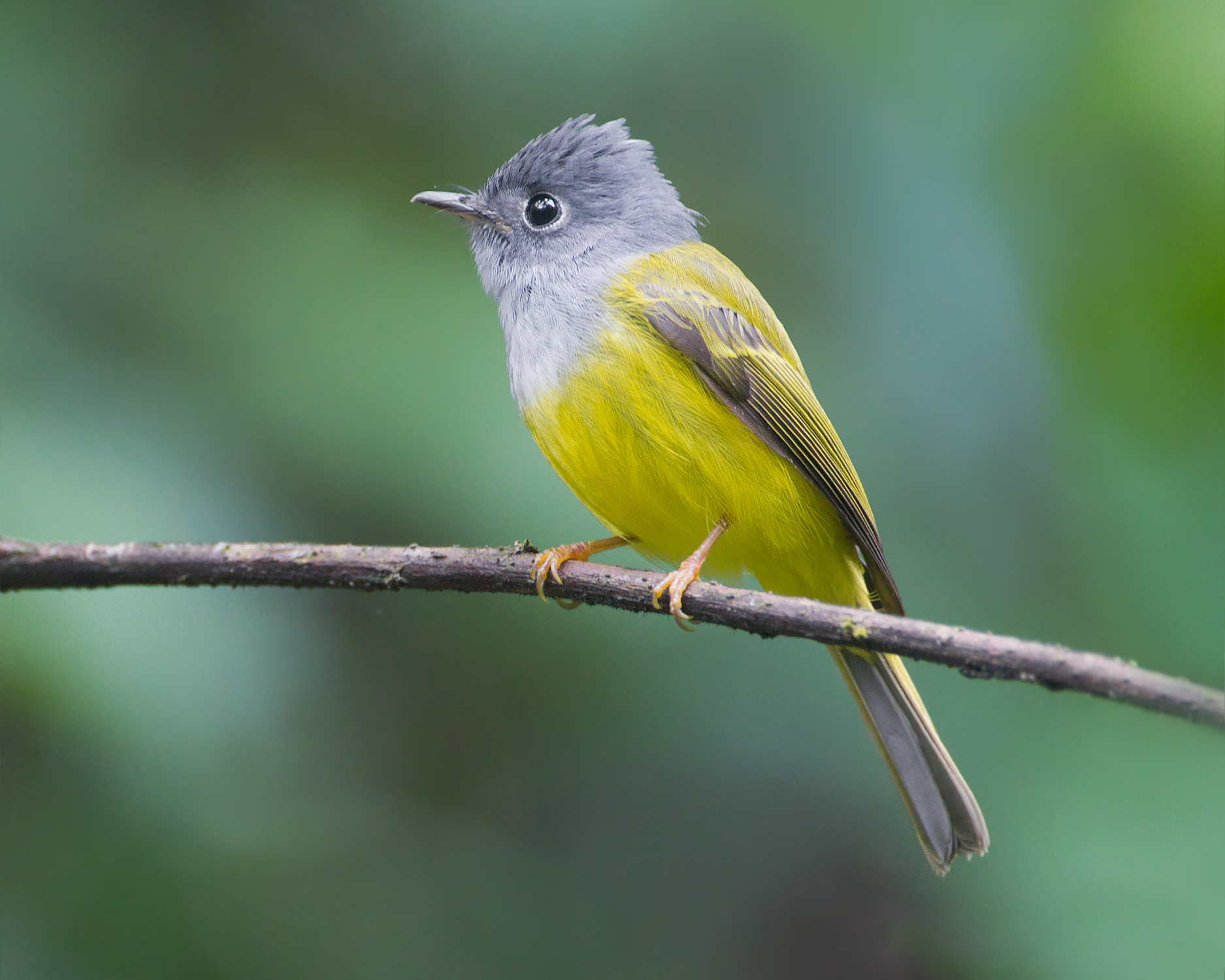
Culicicapa ceylonensis

- Cnemophilidae:
- Melanocharitidae:
- Callaeidae: ciori cu bărbi
- Notiomystidae:
- Petroicidae:
- Eupetidae:
- Picathartidae: ciori chele
- Chaetopidae:

- Parvordin Sylviida – cunoscut anterior ca superfamilia Sylviodea

- Hyliotidae:
- Stenostiridae:
- Paridae: pițigoi
- Remizidae: boicuși
- Panuridae:
- Alaudidae: ciocârlii
- Nicatoridae:
- Macrosphenidae:
- Cisticolidae:

- Superfamilia Locustelloidea

- Acrocephalidae:
- Locustellidae:
- Donacobiidae:
- Bernieridae:

—

- Pnoepygidae:

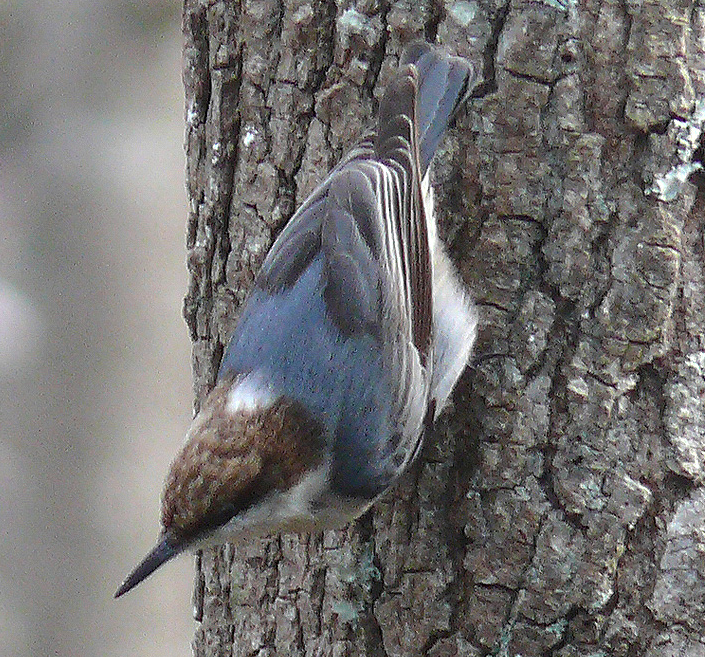
Sitta pusilla

- Hirundinidae: rândunici, lăstuni

- Superfamilia Sylvioidea

- Pycnonotidae: păsări cu păr
- Sylviidae: silvii

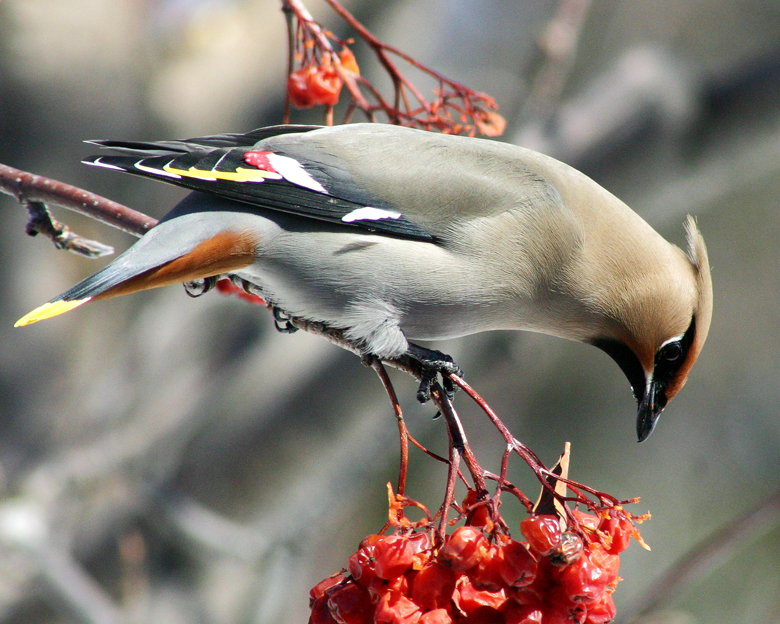
Mătăsar european (Bombycilla garrulus)

- Paradoxornithidae: pițigoi-papagali
- Zosteropidae: ochi-albi (păsările cu ochelari)
- Timaliidae: sturzi flecăritori
- Leiothrichidae:
- Alcippeidae:
- Pellorneidae:

- Superfamilia Aegithaloidea

- Phylloscopidae: pitulice
- Hyliidae:
- Aegithalidae: pițigoii codați
- Scotocercidae:
- Cettiidae:
- Erythrocercidae:

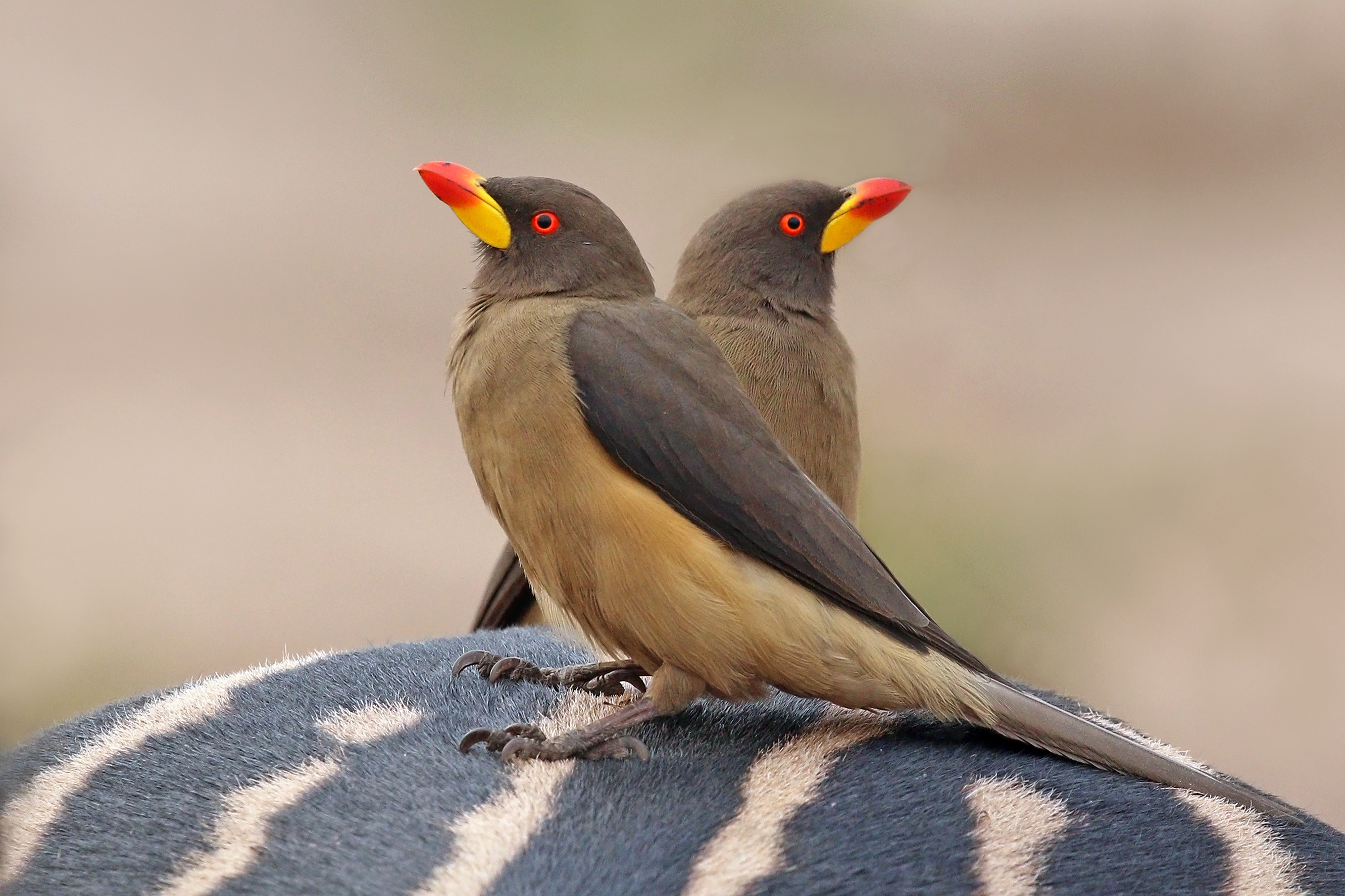
Buphagus africanus pe zebră, Senegal

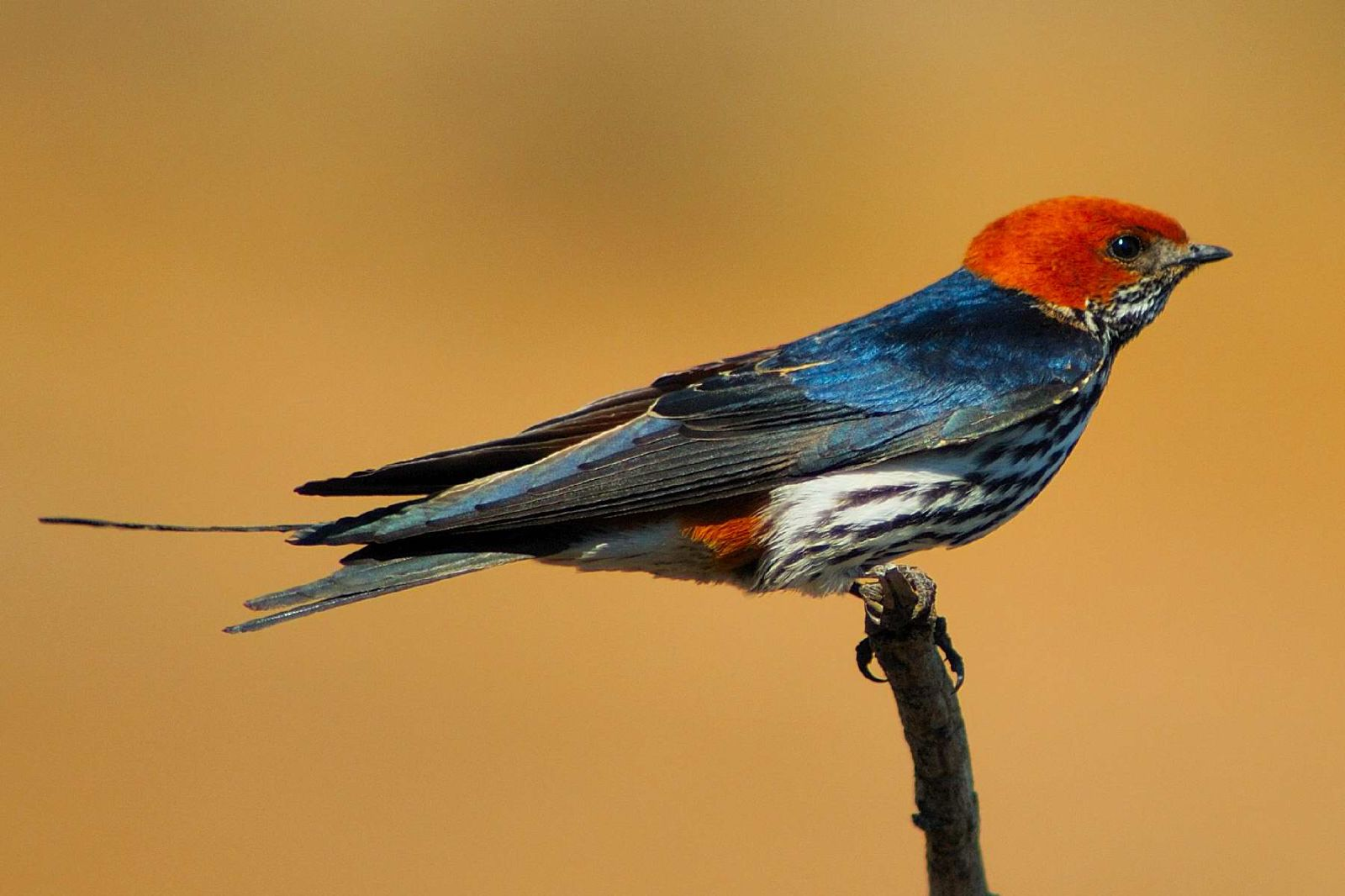
Rândunică cu dungi (Cecropis abyssinica

- Parvordin Muscicapida – cunoscut anterior ca superfamilia Muscicapoidea

- Superfamilia Bombycilloidea

- Dulidae:
- Bombycillidae: mătăsari
- Ptiliogonatidae:
- Hylocitreidae:
- Hypocoliidae:
- Mohoidae:

- Superfamilia Muscicapoidea

- Elachuridae:
- Cinclidae: mierle de apă

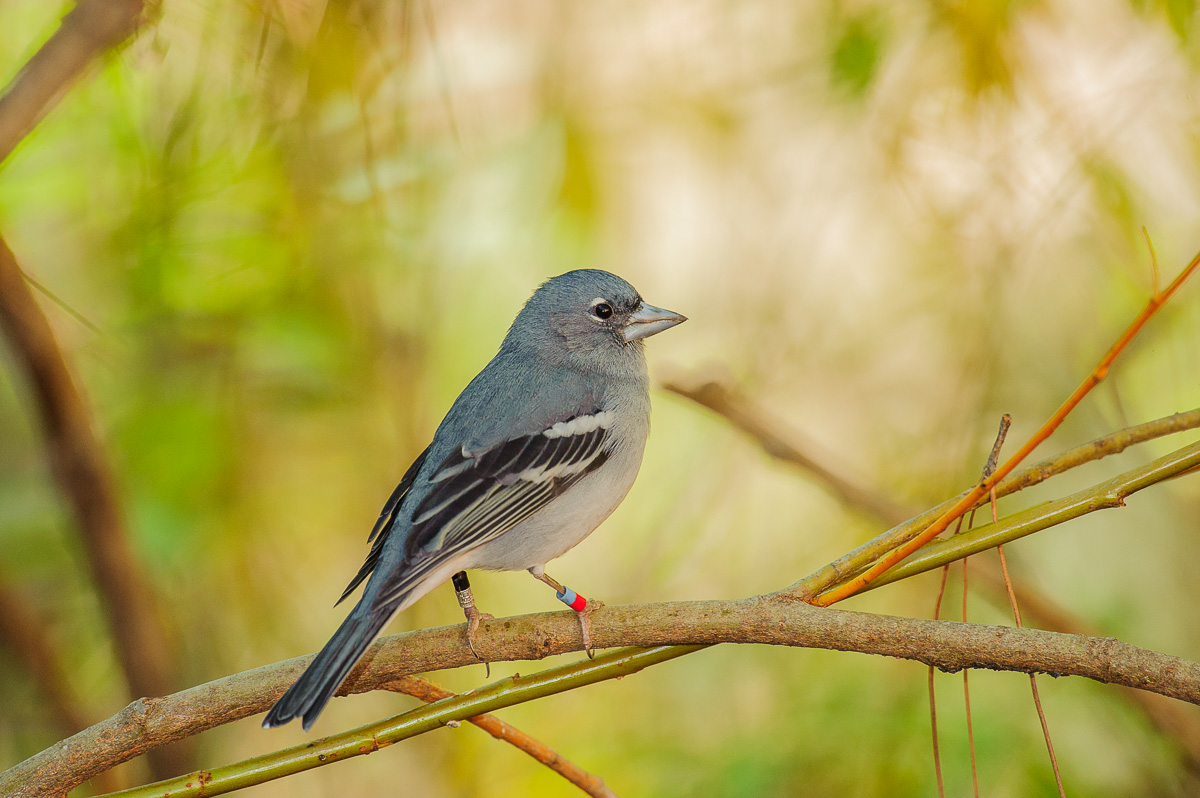
Fringilla polatzeki

- Muscicapidae: muscarii Lumii Vechi
- Turdidae: sturzi mici
- Buphagidae:
- Sturnidae: grauri
- Mimidae: sturzi zeflemitori

—

- Regulidae: aușeii

- Superfamilia Certhioidea

- Tichodromidae: fluturași
- Sittidae: țicleni
- Certhiidae: cojoaice
- Polioptilidae:
- Troglodytidae: pănțăruși

- Parvordin Passerida – cunoscut anterior ca superfamilia Passeroidea[13]

- Promeropidae:
- Modulatricidae:
- Nectariniidae: nectarine

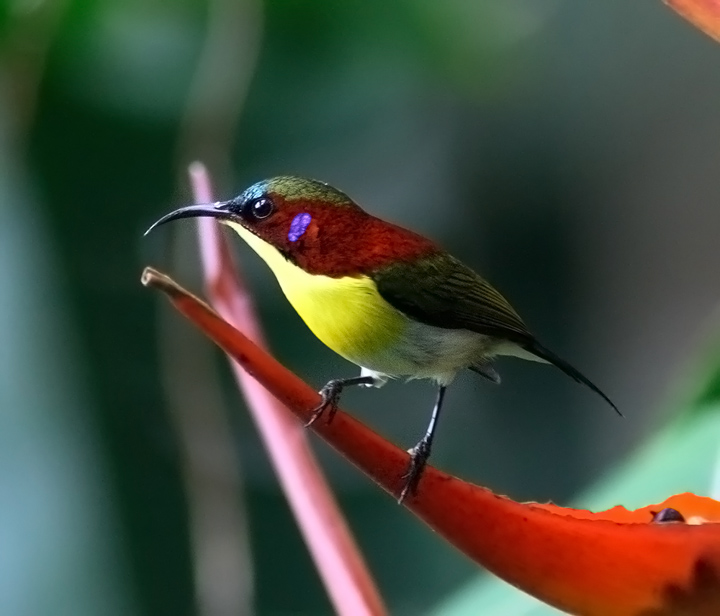
Aethopyga bella

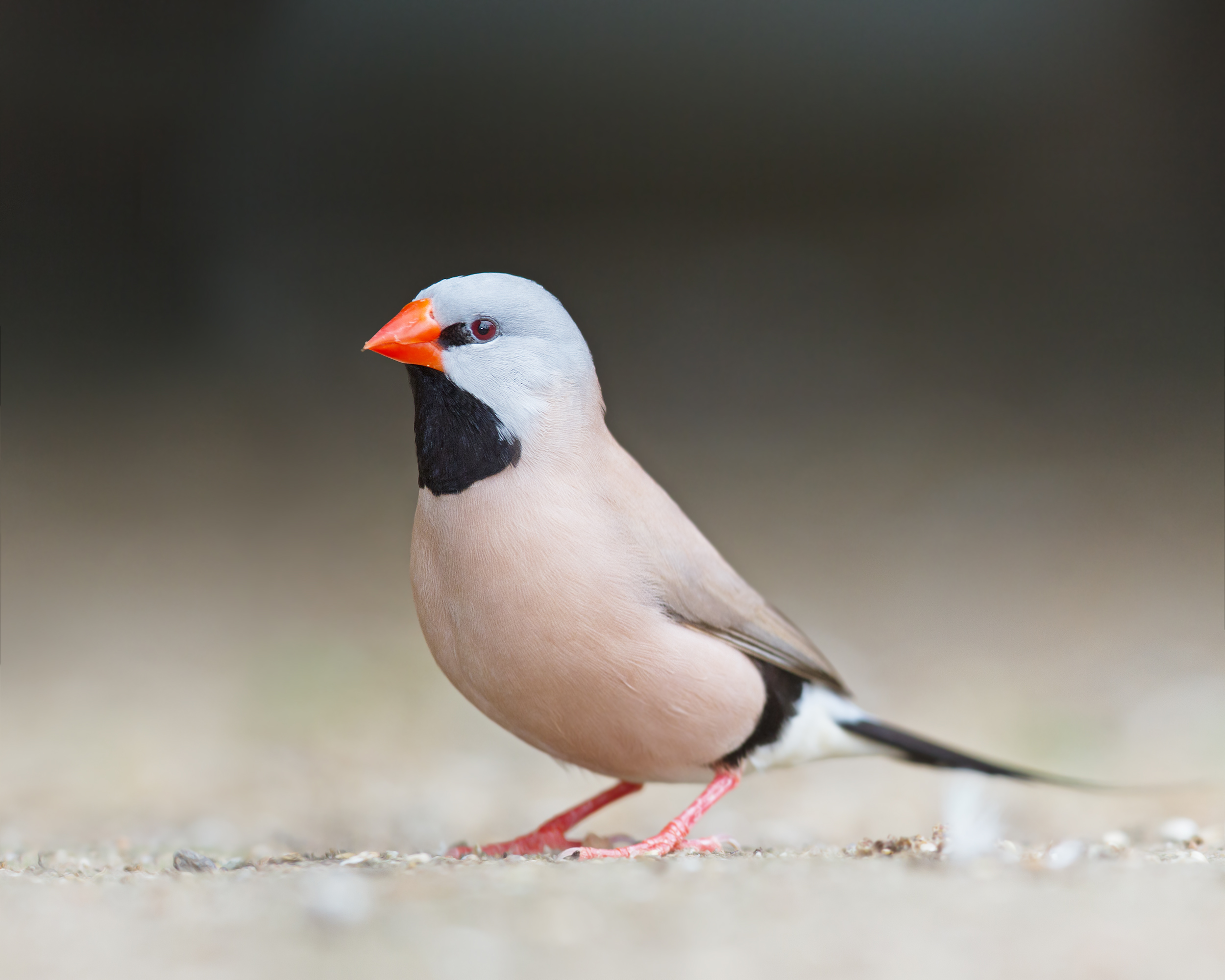
Poephila acuticauda

- Dicaeidae: ciugulitoare de flori
- Chloropseidae:
- Irenidae: ursitoare
- Peucedramidae:
- Urocynchramidae:
- Ploceidae: păsări țesător
- Viduidae:
- Estrildidae: cinteze estrildide
- Prunellidae: brumărițe
- Passeridae: vrăbii
- Motacillidae: codobature, fâse
- Fringillidae: fringilide

- Superfamilia Emberizoidea 

- Rhodinocichlidae:
- Calcariidae:
- Emberizidae: presuri
- Cardinalidae:
- Mitrospingidae:
- Thraupidae: păsări de zahăr

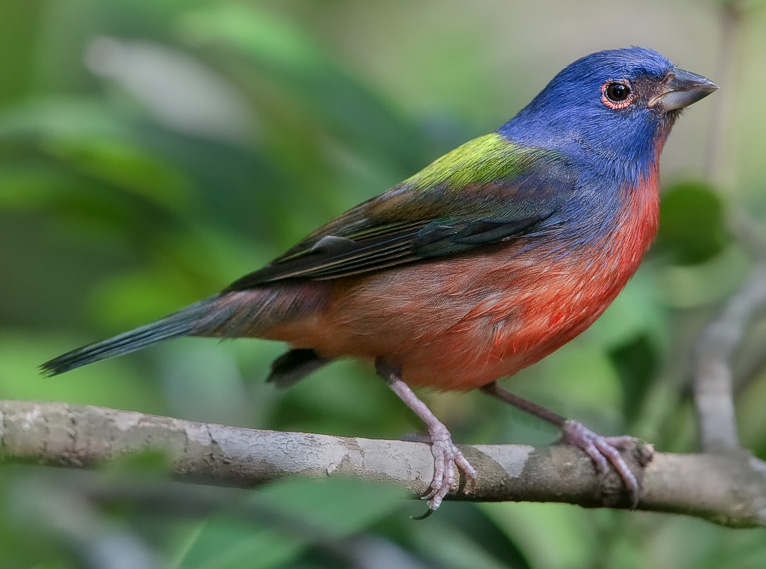
Presură multicoloră (Passerina ciris)

- Passerellidae: vrăbii americane
- Parulidae: pitulice americane
- Icteriidae: icteride
- Icteridae:
- Calyptophilidae:
- Zeledoniidae:
- Teretistridae:
- Nesospingidae:
- Spindalidae:
- Phaenicophilidae: